# Penn World Table
O Penn World Table (PWT) é um conjunto de dados de contas nacionais desenvolvido e mantido por acadêmicos da Universidade da Califórnia em Davis e do  Groningen Growth Development Center da Universidade de Groningen para medir o PIB real entre os países e ao longo do tempo. Atualizações sucessivas adicionaram países (atualmente 167), anos (1950-2017) e dados sobre capital, produtividade, emprego e população. A versão atual do banco de dados, versão 9, permite, assim, comparações do PIB per capita relativo, como medida do padrão de vida, da capacidade produtiva das economias e de seu nível de produtividade. Em comparação com outras bases de dados, como os Indicadores de Desenvolvimento Mundial do Banco Mundial, o período de tempo coberto é maior e há mais dados que são úteis para comparar a produtividade entre países e ao longo do tempo.

## Método
Uma prática comum para comparar o produto interno bruto (PIB) entre países tem sido por meio de suas taxas de câmbio. No entanto, isso pressupõe que esse preço relativo - baseado nos produtos comercializados - seja representativo de todos os preços relativos da economia, ou seja, que represente a paridade do poder de compra (PPC) de cada moeda. Em contraste, a PWT usa preços detalhados dentro de cada país para diferentes categorias de despesas, independentemente de a produção ser comercializada internacionalmente (digamos, computadores) ou não (digamos, cortes de cabelo). Esses preços detalhados são combinados em um nível de preço relativo geral, normalmente referido como PPC do país. Os preços detalhados usados para calcular PPPs são baseados em dados publicados pelo Banco Mundial como parte do Programa de Comparação Internacional (ICP).
Uma descoberta empírica amplamente documentada pelo PWT é o efeito Penn, a descoberta de que o PIB real é substancialmente subestimado ao usar taxas de câmbio em vez de PPPs na comparação do PIB entre os países. O argumento mais comum para explicar essa descoberta é o efeito Balassa-Samuelson, que argumenta que, à medida que os países ficam mais ricos, a produtividade aumenta principalmente na indústria e em outras atividades comercializadas. Isso aumenta os salários e, portanto, os preços de muitos serviços (não comercializáveis), aumentando o nível geral de preços da economia. O resultado é que os países mais pobres, como a China, mostram-se muito mais ricos com base no PIB real convertido em PPC do que com base no PIB convertido pela taxa de câmbio.
O nome do banco de dados vem dos desenvolvedores originais da Universidade da Pensilvânia, Robert Summers, Irving Kravis e Alan Heston .